# These Boots Are Made for Walking/Boy Hero
These Boots Are Made for Walking / Boy Hero – pierwszy singel formacji The Boys Next Door. Płyta ukazała się w 1978 roku, w formacie 7".

## Spis utworów
1. "These Boots Are Made for Walking"
2. "Boy Hero"